# The Disappeared
The Disappeared es una película del Reino Unido, de 2008, dirigida por Johnny Kevorkian. Protagonizada por Harry Treadaway, Greg Wise, Alex Jennings y Tom Felton en los papeles principales.

## Sinopsis
Matthew se culpa de la misteriosa desaparición de su hermano pequeño Tom. Cuando la policía se estanca en la investigación, Matthew comienza a escuchar voces en una grabación de una conferencia de prensa y empieza a sospechar que está perdiendo la cabeza...

## Reparto
- Harry Treadaway - Matthew Ryan
- Greg Wise - Jake Ryan
- Alex Jennings - Adrian Ballan
- Tom Felton - Simon Pryor
- Finlay Robertson - Jason Saks
- Nikki Amuka-Bird - Shelley Cartwright
- Ros Leeming - Amy Tyler
- Bronson Webb – Jefe de pandilla
- Georgia Groome - Sophie Pryor
- Lewis Lemperuer Palmer - Tom Ryan
- Jefferson Hall - Edward Bryant
- Tyler Anthony - Rebecca Cartwright
- James Cook - Anthony
- T'Nia Miller - Doctor
- Benedict Martin - Padre Symmonds
- Daniel Tatarsky – Sargento de Policía
- Ruth D'Silva - Reportero
- Paula Bingham - Señora Pryor
- Glynne Steele - Doctor Cole
- Evie Dawnay - Enfermera
- Oscar Redif - Niño
- David Broughton-Davies – Padre de Amy

Johnny Kevorkian
Director / Productor / Escritor
Johnny Kevorkian se graduó en Cine en la Universidad de Westminster, Londres. Después de trabajar en numerosos cortometrajes y características, incluyendo la Unidad de segundo Directivo el 24 HORAS EN LONDRES, Johnny llegó a establecer Minds Eye Films con Neil Murphy. A través de Minds Eye Films ha seguido con éxito dirigido vídeos musicales y cortometrajes.
A fin de avanzar en la dirección, guion y producción de Johnny características establecidas Minds Eye Films en 2000, donde hizo dos cortometrajes como muestra de su talento.
La primera película, LA ESTELA , un conjunto de Londres thriller mafioso que fue financiado por la Fundación de Deportes y las Artes. EL DESPERTAR tuvo mucho éxito y fue proyectado en Los Angeles Festival Internacional de Cortometrajes, el griego y el Festival de Cine de Leeds Festival Internacional de Cine.
Por la fuerza y el éxito de EL DESPERTAR Johnny pasó a hacer su segundo cortometraje, convulsiones, ciencia ficción, horror. INCAUTACIONES fue un ambicioso proyecto de gran y fue posible gracias a una gran cantidad de apoyo de la industria cinematográfica británica. Una vez completada la película se estrenó en el Festival de Cine de Edimburgo y fue proyectada en la película Cuatro. Ambas películas se han adquirido la mayor compañía de Internet basada en la distribución de películas, "hipnótico", hipnóticos también a las películas en la televisión y numerosos canales de cable en todo el mundo.
Johnny completado FRACTURADA en enero de 2007, un thriller de Hitchcock que será financiado en su totalidad dentro de la UE. Fractura recientemente proyectada en el festival de cine corto de Los Ángeles.
Johnny creado Tribu Perdida Producciones con Neil en diciembre de 2005 y pronto se encuentran los fondos para hacer su primer largometraje, LOS DESAPARECIDOS , un enfriador de terror psicológico ambientada en Londres.
Johnny dirigido, producido y co-escribió LOS DESAPARECIDOS , que ya ha concluido.
Johnny pronto comenzará la preproducción de su próximo largometraje proyecto LADRÓN DEL SUEÑO .
Neil Murphy
Productor / Escritor
Neil Murphy se graduó con una Maestría de la Universidad College de Dublín, y recibió una beca para estudiar guion en la New York University Film School. A raíz de que la producción de Neil logrado numerosos, estrenados, British películas independientes. Neil también trabajó en varios comerciales de Ridley Scott Asociados Films.
Neil creado Minds Eye Films con Johnny Kevorkian y producido aclamados cortometrajes, mientras que también está desarrollando una amplia gama de características y el drama basado en género. Los cortometrajes se han exhibido en numerosos festivales y distribuida en canales por cable y televisión de todo el mundo. Wake es un conjunto de Londres thriller mafioso financiado por la Fundación de Deportes y las Artes. convulsiones , una película de ciencia ficción de terror, fue posible gracias a una gran cantidad de apoyo de la industria cinematográfica británica. Se estrenó en el Festival de Cine de Edimburgo y se proyectó en la película Cuatro. "fracturado" (35 mm) es un thriller de Hitchcock elaborado, financiado en su totalidad en la Unión Europea y, recientemente, se proyectó en el Festival de Cine Corto de Los Ángeles.
Neil creado Tribu Perdida Producciones con Johnny en diciembre de 2005. Poco después se encontró con la financiación de su primer largometraje, los desaparecidos, que él produjo y coescribió. Los Desaparecidos es un enfriador de terror psicológico ambientada en Londres. LOS DESAPARECIDOS acaba de concluir.
Neil pronto comenzará la preproducción de su próximo largometraje proyecto LADRÓN DEL SUEÑO .
Harry Treadaway
Harry estudió en LAMDA se graduó en 2006. Él tomó un descanso en 2004 para la película HERMANOS DE LA CABEZA de Keith Fulton y Louis Pepe. 2006 BIFA nominación para la mayoría de Promesa para HERMANOS DE LA CABEZA. HERMANOS DE LA CABEZA ganador de 2006 Premio Especial del Jurado en el Festival de Cine Independiente de Boston y ganador de 2006 Britsh Mejor Película en el Festival de Cine Internacional de Edimburgo. CONTROL ganador de 2007 Premio Jóvenes Saludos, Europa Cinemas Label Premio a la Mejor Película Europea y Mención de Honor para CICAE Arte y Ensayo Premio a la Mejor Película en el Festival de Cine de Cannes (Director `s Quincena) 2007.
Harry desempeña el personaje principal de Matthew Ryan en los Desaparecidos.
Greg Wise
Greg ha aparecido en una amplia gama de producciones para cine y televisión.
Largometrajes incluye "Johnny Inglés ',' A Cock and Bull Story 'y Ang Lee Sentido y sensibilidad. trabajo otra pantalla de Greg incluye numerosas películas y series de televisión dramática para la BBC y la ITV incluyendo Señora Bovary, La piedra lunar y, más recientemente, Cranford.
Greg interpreta a Jake en los Desaparecidos.
Alex Jennings
La carrera de Alex Jennnings «fase ha visto ganar dos veces el premio Lawrence Olivier por mejor actor y una vez para obtener un rendimiento mejor comedia.
En su papel de apoyo como el príncipe Carlos, que trabajó junto a Helen Mirren en su actuación ganadora del Oscar en La Reina. Otros créditos cinematográficos incluyen BABEL y Bridget Jones: Sobreviviré. Ha trabajado con directores de renombre, tanto en teatro y cine como Stephen Frears, Alejandro González, Shekhar Kapur y Adrian Noble / Derek Jarman.
Él ha aparecido en numerosos dramas de la BBC, la más reciente de la estrella-tachonado de adaptación importante de Cranford.
Él se presenta como Ballan en Los Desaparecidos.
Tom Felton
Tom Felton empezó su carrera como actor a una edad temprana en la sugerencia de un amigo de la familia que reconoció su capacidad teatral. Pocas semanas después de la reunión de un agente consiguió una campaña comercial internacional a la edad de ocho años.
Él apareció en 'The Borrowers (1997) a la edad de diez y' Ana y el Rey 'dos años más tarde. Es con la serie de Harry Potter que Tom alcanzó el reconocimiento internacional con su actuación como Draco Malfoy.
Tom interpreta a Simon en Los Desaparecidos.

## Premios
- Festival Mauvais Género Francia 2009 - Ganador del Premio del Jurado Joven 2009 en la categoría de función.
- Festival de Cine de Terror escalofriante EE. UU. 2008 - Ganador del premio al Mejor Reportaje.
- Festival Internacional de Cine de Houston 2009 - Ganador del Premio al Mejor Reportaje Narrativa.